# حالت مکانی
حالت مکانی (انگلیسی: Locative case) یک حالت دستوری است که مکان یا موقعیت چیزی را نسبت به چیز دیگری نشان می‌دهد. در بسیاری از زبان‌ها برای نشان دادن جایی که چیزی یا شخصی در آن قرار دارد یا جایی که یک عمل انجام می‌شود استفاده می‌شود. اغلب با حروف اضافه، پسوندها یا تغییرات ترتیب کلمات در زبان مشخص می‌شود. در زبان انگلیسی، حالت مکان یک حالت متمایز نیست، بلکه از طریق حروف اضافه مانند "in", "on", "at", "by" و غیره بیان می‌شود.